# Anomalon afflictum
Espèce
Anomalon afflictum est une espèce fossile de guêpes parasitoïdes appartenant à la famille des Ichneumonidae, dans la super-famille des Ichneumonoidea et la sous-famille des Anomaloninae, dans le genre Anomalon.

## Classification
Anomalon afflictum est décrit en 1937 par le paléontologue français Nicolas Théobald (19803-1981) dans sa thèse,.

### Fossiles
L'holotype C41 vient des terrains sannoisiens de la formation de Célas dans le Gard, et des collections du Muséum d'histoire naturelle de Marseille.

### Étymologie
L'épithète spécifique afflictum signifie en latin « affligé ».

## Description

### Caractères
La diagnose de Nicolas Théobald en 1937 : 

« Insecte noir, couché sur le côté, conservation imparfaite. Tête avec yeux proéminents; deux antennes très longues, filiformes, fixées par un scape cylindrique. Thorax bombé, aminci à l'arrière. L'abdomen manque. Pattes postérieures avec hanche assez longue; trochanter court, cuisse renflée, tibia allongé. ailes transparentes, portant par places des microtriches; les ailes se recouvrent en partie, la nervation est difficile à déchiffrer; stigma noir; l'aréole manque. »

### Dimensions
La longueur de la tête est de 1,5 mm, la longueur du thorax est de 3,5 mm, la longueur de l'aile est de 5 mm, .

## Biologie
« Le g. Anomalon est universellement répandu. ».

### Publication originale
- [1937] Nicolas Théobald, « Les insectes fossiles des terrains oligocènes de France 473 p., 17 fig., 7 cartes,13 tables, 29 planches hors texte », Bulletin Mensuel de la Société des Sciences de Nancy et Mémoires de la Société des sciences de Nancy, Imprimerie G. Thomas,‎ 1937, p. 1-473 (ISSN 1155-1119 et 2263-6439, OCLC 786027547). .